# Bolsover
Bolsover er en by i Bolsover-distriktet, Derbyshire, England, med et indbyggertal (pr. 2015) på 12.052. Distriktet har et befolkningstal på 78.082 (pr. 2015). Byen ligger 208 km fra London. Den nævnes i Domesday Book fra 1086, hvor den kaldes Belesovre.